# Povijest tiskarstva i nakladništva u Međimurju
Povijest tiskarstva i nakladništva u Međimurju duga je više stoljeća. Ona započinje u 16. stoljeću, te ukazuje na to da je pisana riječ, odnosno knjiga, bila jedno od glavnih oružja u očuvanju integriteta tog najsjevernijeg hrvatskog kraja, kao i u nastojanju da se Međimurje, u razdobljima u kojima je potpadalo pod Ugarsku administrativnu vlast, pripoji Hrvatskoj, usprkos dugogodišnjem nastojanju Mađara da ga prisilno asimiliraju. Knjigom Hrvatske pučke popijevke iz Međimurja Vinka Žganca dokazana je pripadnost Međimurja Hrvatskoj. Ona je samo jedan od mnogih ključnih elemenata koji govore o važnosti knjige, autora, nakladnika i tiskara za očuvanje i razvoj nekog kraja.

## Povijest
Značajan je izum tiskarskog stroja koji je omogućio brže umnažanje knjiga, a knjige su time bile točnije i jeftinije. U Hrvatskoj relativno brzo dolazi do prihvaćanja tiskarskog umijeća, ako znamo da je oko 1450. godine nastao izum Johannesa Gutenberga, a godine 1483.  objavljena je prva hrvatska knjiga, Misal po zakonu rimskog dvora – otisnuta glagoljskim pismom na staroslavenskom jeziku. Budući da u kolofonu knjige ne postoji podatak o tiskari, stručnjaci su se sporili o samom mjestu tiskanja knjige, je li tiskana u Veneciji ili u Kosinju. Detaljnijom analizom knjige, u novije vrijeme, došlo se do zaključka da je tiskana u Kosinjskoj tiskari. Postoje nedvojbeni dokazi da je prva tiskara radila u Kosinju, a u njoj je nakon Prvotiska otisnut i Brevijar po zakonu rimskoga dvora (1490.) godine. Druga glagoljska tiskara bila je u Senju gdje su 1494. i 1496. godine tiskane dvije knjige – drugo izdanje glagoljskog Misala i Sprovid općena. Nakon senjske tiskare, imamo tiskaru u Rijeci koju je osnovao modruški biskup Šimun Kožičić Benja (1530.) i za vrijeme njenog šestomjesečnog djelovanja, otisnuto je sedam glagoljskih knjiga. U tom prvom stoljeću tiskarstva, pojavljuju se i tiskare u sjevernoj Hrvatskoj, tiskara u Nedelišću u blizini Čakovca i tiskara u Varaždinu.

## Tiskarstvo i nakladništvo u Međimurju  (1570. – 1945. god.)

### Tiskara u Nedelišću
Gutenbergovo otkriće tiskanja knjiga s pomoću pomičnih slova, rezultiralo je procvatom tiskarstva i nakladništva. U tom prvom razdoblju pojavljuje se i prva tiskara u sjevernoj Hrvatskoj, i to u Nedelišću, pokraj Čakovca, u kojoj su tiskane knjige na hrvatskom jeziku. Na poziv grofa Jurja IV. Zrinskog, koji je bio prihvatio protestantizam, u Nedelišće dolazi putujući tiskar  Rudolf Hoffhalter (1570.), iz obližnje Lendave. Rudolf Hoffhalter, austrijski tiskar i grafičar podrijetlom iz Poljske i Švicarske, ostavio je mnogobrojne tragove o svom radu u tiskarstvu. Da je tiskara u Nedelišću zaista postojala, kao nepobitan dokaz imamo tiskanu knjigu iz 1574. godine, a to je „Decretum koteroga je Verbewczi Istvan diachki popiszal […]“ varaždinskog bilježnika Ivana Pergošića, što je u stvari prijevod latinskog pravnog spisa „Tripartitum opus juris consuetudinarii Regni Hungarie “ mađarskog pravnog pisca i političara Istvána Verböczyja. Tiskara u Nedelišću pripada među najstarije tiskare u Hrvatskoj, (četvrta tiskara) a svakako je prva u kojoj su se tiskale kajkavske knjige, a  "Decretum"...“ je najstarija tiskana kajkavska knjiga. Jedini primjerak ove knjige čuva se u Nacionalnoj i sveučilišnoj knjižnici u Zagrebu, a njezin je pretisak objavljen 2003. godine u izdanju Matice hrvatske Ogranak Čakovec i tiskarskog poduzeća Zrinski iz Čakovca. Postoje neke pretpostavke da su u toj tiskari u Nedelišću tiskane i knjige Mihajla Bučića ( Novi zakon, Kerstjanski nauk i Contra praensentiam corporis et sanguinis Christi in sacramento Eucharistiae), ali za takvu tvrdnju nema materijalnih dokaza, postoje samo pretpostavke.
Ta je tiskara iz Nedelišća,  1586. godine premještena u Varaždin, gdje je objavljena „Pastilla“ Antuna Vramca, a godinu dana kasnije tiskara seli u Eberovo (Mađarska). U 17. stoljeću nema značajnijeg razvoja tiskarstva u Hrvatskoj, pa ni u Međimurju. Hrvatski pisci svoja su djela većinom tiskali u Veneciji, Beču ili Grazu. Tako i poznati književnici iz obitelji Zrinski, koji su imali svoje posjede u Međimurju, primorani su svoja djela tiskati u Beču – „ Adria Tengerenek Syrenaia“ (1651.)  poznati je spjev Nikole Zrinskog. Petar Zrinski preveo je taj spjev na hrvatski jezik pod naslovom „Adrianskoga mora sirena“, a tiskao ga je u Mletcima 1660. godine. Molitvenik „Putni tovaruš“ i knjiga gatalica „Sibila“  Ana Katarina Zrinski također su tiskane u Veneciji 1661. godine.

### Tiskarstvo u 18. st.
U 18. stoljeću počinje veći razvoj tiskarstva u Hrvatskoj, posebno u Zagrebu. Međutim u sjevernoj Hrvatskoj nema podataka o ponovnom pokretanju tiskarstva. Ovdje je tiskarstvo na kratko zamrlo. Bile su to burne godine, jer u razdoblju od 1720. do 1848. godine Međimurje je pod mađarskom upravom. Jezik u školi, crkvi i upravi je hrvatski. Međimurje je za vrijeme bana Jelačića, 1848. godine pripojeno Hrvatskoj, ali kratko, jer već nakon trinaest godina, 1861. godine, car Franjo Josip, Međimurje ponovo daje Mađarskoj.

### Tiskarstvo u 19. st.
Odjeci hrvatskog narodnog preporoda u Međimurju bili su skromni, međutim nakon ponovnog pripojenja Mađarskoj, sve je jači pritisak Mađara da provedu mađarizaciju,i tada počinje jak otpor svih žitelja Međimurja. Budući da je školstvo,  prema priznanju samih Mađara, u Zaladskoj županiji bilo najrazvijenije u Međimurju, iz tog proizlazi da su Međimurci bili pretežito pismeni ljudi. Ta je činjenica pogodovala otvaranju još jednog „fronta“ mađarizacije – izdavanje dvojezičnih tjednih novina „Medjimurje-Muraköz“.  Novine počinju izlaziti 1884. god., a o tome svjedoči sačuvani prvi broj novina od 18. svibnja 1884. Osnivač novina bio je čakovečki knjižar i tiskar Fülöp Fischel, koji je imao tiskaru u Čakovcu i Nagykanizsi. Prema zapisu kroničara u čakovečkom listu „Međimurje-Muraköz“  od 30. svibnja 1909. godine, iščitava se da je već drugi broj lista tiskan u Čakovcu, a to znači da je krajem svibnja 1884. godine u Čakovcu postojala tiskara. 
Tako, nakon više od tri stoljeća, u Međimurju se ponovo javlja tiskarstvo. Međimurje u to vrijeme, druga polovina 19.stoljeća, ima razvijeno zanatstvo i manufakturnu djelatnost, te je potreba za tiskarskim uslugama bila velika. Tiskara Fülop Fischela ima zaposleno pet do deset radnika. U tiskari se tiska list „Medjimurje-Muraköz“, zatim popularni „Medjimurski kolendar“ koji je izlazio s prekidima od 1885. godine. Oko tog lista i tiskare, formirala se grupa građana koja je podupirala mađarizaciju, te su pisali i objavljivali svoja djela na mađarskom jeziku kao Karlo Zrinyi, autor knjige Csáktornya monográfiája: a vár és város törtenete s az 1901-iki népszámlalas (Monografija grada Čakovca; povijest grada i popis stanovništva 1901.), originalno djelo objavljeno je 1905. godine na mađarskom jeziku u Tiskari Fülöp Fischel,  kao i roman Hortyjeva ženidba, čiji je autor Szabó Zsigmond, liječnik iz Preloga,  također objavljen na mađarskom jeziku u istoj tiskari. Glavni kordinator ove propagande je bio Josip Margitaj, koji je propagirao navodni megyimurszki jezik, koji ni hrvatski.

### Tiskarstvo u 20. st.
Koncem 19. i početkom 20. stoljeća javlja se i mlado pokoljenje hrvatskih preporoditelja (Luka Purić, Ivan Novak i Vinko Žganec), koji se ističu svojom borbom protiv mađarizacije i objavljuju svoja djela na hrvatskom jeziku, poput Luke Purića koji je 1907. godine objavio četiri knjižice u varaždinskim Hrvatskim Pravicama. Godine 1906.  u Našim pravicama počinje izlaziti Povijest Međimurja, autora dr. Rudolfa Horvata, a 1907. godine dr. Ivan Novak u Zagrebu objavljuje Istinu o Međimurju. U tom istom razdoblju, 1912. godine u Zagrebu je tiskan kajkavsko-hrvatski molitvenik iz Međimurja - Jezuš, ljubav moja, kojeg su objavili Juraj Lajtman, Ivan Kuhar i Ignac Lipnjak, a 1916. godine, u Zagrebu, u vlastitoj nakladi Vinko Žganec objavio je Hrvatske pučke popijevke iz Međimurja. Važno je napomenuti da je tom zbirkom pjesama dokazana pripadnost Međimurja Hrvatskoj. Međimurski pjesnik, Nikola Pavić, tiskao je svoju prvu zbirku pjesama na kajkavštini, Pozabljeno cvjetje, 1923. godine. Roman Međimurje: ispovijest jednog sutona, autora Đure Vilovića,  objavljen je u Čakovcu, međutim neki naši mladi preporoditelji svoja su djela morali tiskati većinom izvan Međimurja, jer u Međimurju to nije bilo prihvatljivo.
Tiskaru Fülöpa Fischela pred Prvi svjetski rat, od obitelji Fischel kupuje Sandor Strausz. Tiskara nastavlja s radom istim intenzitetom. Zbog bolesti vlasnika, 1918. godine, tu tiskaru kupuje Ernest Balkany, koji je vlasnik još jedne tiskare u Lendavi. Neposredno nakon Prvog svjetskog rata i pripojenja Međimurja matici Hrvatskoj, tiskaru otkupljuju grupa dioničara koju su predvodili tadašnji napredni Međimurci – dr. Ivan Novak, hrvatski preporoditelj, dr. Kovačić, Takšić i drugi. Jedan od suvlasnika tiskare bio je Vladimir Takšić, koji je vodio i veliku knjižaru u Čakovcu. Vladimir Takšić 1921. godine u cijelosti preuzima tiskaru koja radi sve do 1931. Također postoji podatak da je u isto vrijeme djelovala tiskara i knjigovežnica Vežić-Kraljek.
Takšićevu tiskaru 1931. godine ponovo otkupljuje Ernest Balkany za svog sina Ljudevita. U ovoj tiskari započinje raditi i Antun Šarec, osnivač još jedne tiskare u Čakovcu. Ljudevit Balkany vodio je ovu tiskaru sve do polovine drugog svjetskog rata. Tiskaru u ratno doba od Balkanya otkupljuje Franjo Dering i Antun Hunjak, a tiskara u to ratno vrijeme uglavnom tiska „Medjimurski kolendar“. Tiskara se nalazi u centru grada, u Ulici kralja Tomislava.
U ratno doba Čakovec ima dvije tiskare. Neposredno pred okupaciju, 1941. godine Antun Šarec prodaje svoju tiskaru u Varaždinu (osnovanu 1936. godine), i osniva vlastitu tiskaru (Muraközi Katolikus Könyvnyomda – Csáktornya) u Čakovcu 1942. godine koja je bila smještena u današnjoj Ulici Otokara Keršovanija. Znači, tijekom rata u Čakovcu djeluje  tiskara Dering – Hunjak i tiskara Šarec. U to ratno doba objavljena je zbirka pjesama, poznatog čakovečkog kipara Luje Bezeredija. Samostalna pjesnička zbirka pod naslovom Sóhajtás (Uzdah) tiskana je 1943. godine u Međimurskoj katoličkoj tiskari Antuna Šareca u Čakovcu. U toj se tiskari tiskaju i novine Murakóz – Megyimurje tijekom ratnih godine.
Nakon oslobođenja, obje su tiskare nacionalizirane. Tiskara Antuna Šareca u bombardiranju na završetku rata bila je jako oštećena, dok je tiskara Dering – Hunjakova ostala u boljem stanju, pa se u toj tiskari započelo s kompletiranjem jedne tiskare u Čakovcu. Iz Šarecove tiskare prenijeta su sva upotrebljiva tiskarska slova, nekoliko tiskarskih strojeva, i „nova“ tiskara bila je opremljena osnovnim strojevima za početak daljnjeg rada.

## Poveznice
- Zrinski
- Tiskarstvo
- Knjiga